# Cipla
西普拉有限公司是印度的跨國製藥和生物科技公司，總部設於印度孟買。 西普拉主要開發用於治療心血管疾病、關節炎、糖尿病、肥胖症及抑鬱等的藥物，亦包括其他醫療狀況的治療藥物。
2014年9月17日，西普拉的市值為5,170億盧比(約81億美元)，使得西普拉成為印度市場價值第42高的上市公司。

## 歷史
西普拉於1935年的孟買由Khwaja Abdul Hamied成立，最初公司名稱為"Chemical, Industrial & Pharmaceutical Laboratories"。公司的名稱於1984年7月20日變更為西普拉有限公司。 
1985年，美國食品藥物管理局批准了西普拉的批量藥物生產設施。 由公司創始人的兒子、劍橋大學化學家Yusuf Hamied領導，西普拉提供愛滋病學名藥及和其他藥物以治療發展中國家的低收入族群。
1994年，西普拉推出了Deferiprone，世界上第一款口服之鐵螯合劑。 2001年，西普拉以低至數倍之費用提供抗反轉錄病毒藥物以治療愛滋病(每個患者每年低於350美元)。
2013年，西普拉併購了南非公司西普拉-麥德普羅(Cipla-Medpro)，將其維持為子公司之架構，並改名為西普拉賣得普羅南非有限公司。在併購前，西普拉-麥德普羅早已是西普拉的經銷合作伙伴，並且是南非的第三大製藥公司。 該公司成立於2002年，原名Enaleni製藥有限公司。
2005年，Enaleni收購西普拉和麥德普羅製藥的合資企業、南非的學名藥公司─西普拉-麥德普羅的所有股份，並於2008年進一步將其名稱改為西普拉-麥德普羅。

## 產品及服務
西普拉除販售原料藥給其他製造商外，亦販售藥品及和個人護理產品，包括Escitalopram (抗抑鬱)、Lamivudine和Fluticasone propionate等。 西普拉為世界最大之抗反轉錄病毒藥物製造商。

## 營運
西普拉的34個生產單位遍布於印度的8個廠區，並於全球100個國家設立辦事處。於2013-14財政年度，西普拉之外銷占營收之48％(494.8億盧比、約7.68億美元) 。此外，於2013-14財政年度，西普拉花費5.4%之營收(51.7億盧比)進行研發相關活動 。西普拉的研發重點包含新配方、藥物傳遞系統及原料藥的開發。西普拉也於諮詢、委託、工程、專案評估、品質控制、知識轉移、支援及廠房供應等領域與其他的企業合作。
於2013年3月31日統計，西普拉擁有22,036位雇員，其中2,455位為女性(7.30%)，23位為殘疾員工(0.1%)。 在財政年度2013-14年，西普拉支付128.5億盧比(約2億美元)於雇員福利費用。